# Роксборо (Північна Кароліна)
Роксборо (англ. Roxboro) — місто (англ. city) в США, в окрузі Персон штату Північна Кароліна. Населення — 8134 особи (2020).

## Географія
Роксборо розташоване за координатами 36°23′20″ пн. ш. 78°58′50″ зх. д. / 36.38889° пн. ш. 78.98056° зх. д. (36.388899, -78.980666).  За даними Бюро перепису населення США в 2010 році місто мало площу 16,72 км², з яких 16,71 км² — суходіл та 0,02 км² — водойми.

### Клімат
| Клімат : Роксборо                          | Клімат : Роксборо | Клімат : Роксборо | Клімат : Роксборо | Клімат : Роксборо | Клімат : Роксборо | Клімат : Роксборо | Клімат : Роксборо | Клімат : Роксборо | Клімат : Роксборо | Клімат : Роксборо | Клімат : Роксборо | Клімат : Роксборо | Клімат : Роксборо |
| Показник                                   | Січ.              | Лют.              | Бер.              | Квіт.             | Трав.             | Черв.             | Лип.              | Серп.             | Вер.              | Жовт.             | Лист.             | Груд.             | Рік               |
| Середній максимум, °C                      | 8,9               | 11,2              | 15,6              | 21,3              | 25,1              | 29,1              | 31,4              | 30,2              | 26,8              | 21,4              | 16,5              | 10,7              | 20,7              |
| Середній мінімум, °C                       | −3,2              | −2,1              | 1,9               | 6,4               | 11,3              | 16,2              | 18,6              | 17,3              | 13,3              | 6,8               | 2,5               | −1,9              | 7,2               |
| Середня кількість сонячних годин на місяць | 164,3             | 175,2             | 229,4             | 252,0             | 257,3             | 267,0             | 260,4             | 238,7             | 219,0             | 213,9             | 174,0             | 158,1             | 2609,3            |
| Норма опадів, мм                           | 109               | 86                | 111               | 84                | 93                | 94                | 122               | 101               | 112               | 99                | 86                | 86                | 1184              |
| Днів з опадами                             | 10,5              | 9,4               | 10,2              | 9,1               | 10,1              | 9,8               | 11,2              | 9,6               | 8,2               | 6,8               | 8,4               | 9,7               | 113,0             |
| Днів зі снігом                             | 0,9               | 1,5               | 0,5               | 0                 | 0                 | 0                 | 0                 | 0                 | 0                 | 0                 | 0,1               | 0,5               | 3,5               |
| ------------------------------------------ | ----------------- | ----------------- | ----------------- | ----------------- | ----------------- | ----------------- | ----------------- | ----------------- | ----------------- | ----------------- | ----------------- | ----------------- | ----------------- |
| Джерело: Weather.com                       |                   |                   |                   |                   |                   |                   |                   |                   |                   |                   |                   |                   |                   |

## Демографія
Згідно з переписом 2010 року, у місті мешкали 8362 особи в 3479 домогосподарствах у складі 1979 родин. Густота населення становила 500 осіб/км².  Було 4044 помешкання (242/км²).
Расовий склад населення:
| - 46,8 % — чорних або афроамериканців - 44,9 % — білих - 0,6 % — корінних американців - 0,4 % — азіатів - 5,2 % — осіб інших рас |

До двох чи більше рас належало 2,1 %. Частка іспаномовних становила 8,7 % від усіх жителів.
За віковим діапазоном населення розподілялося таким чином: 22,9 % — особи молодші 18 років, 58,5 % — особи у віці 18—64 років, 18,6 % — особи у віці 65 років та старші. Медіана віку мешканця становила 40,2 року. На 100 осіб жіночої статі у місті припадало 82,9 чоловіків;  на 100 жінок у віці від 18 років та старших — 78,7 чоловіків також старших 18 років.
Середній дохід на одне домашнє господарство  становив 30 051 долар США (медіана — 19 719), а середній дохід на одну сім'ю — 36 073 долари (медіана — 26 120). Медіана доходів становила 31 473 долари для чоловіків та 20 898 доларів для жінок. За межею бідності перебувало 41,8 % осіб, у тому числі 56,2 % дітей у віці до 18 років та 20,9 % осіб у віці 65 років та старших.
Цивільне працевлаштоване населення становило 2701 особа. Основні галузі зайнятості: виробництво — 20,6 %, освіта, охорона здоров'я та соціальна допомога — 18,2 %, роздрібна торгівля — 14,2 %, мистецтво, розваги та відпочинок — 11,3 %.